# Нижнє Запрудне
Ни́жнє Запру́дне (до 1944 року — Нижній Деґірменкой, Ашаги-Деґірменкой, крим. Aşağı Degirmenköy) — село в Україні, у Ялтинському районі Автономної Республіки Крим.

## Населення
За даними перепису населення 2001 року, у селі мешкало 90 осіб. Мовний склад населення села був таким:
| Мова              | Число ос. | Відсоток |
| ----------------- | --------- | -------- |
| українська        | 13        | 13,33    |
| російська         | 82        | 82,22    |
| кримськотатарська | 1         | 1,11     |
| білоруська        | 1         | 1,11     |
| молдавська        | 1         | 1,11     |